# Дворец (телесериал)
«Дворец» (кор. 궁) — южнокорейский телесериал, рассказывающий об альтернативной временной линии, в которой в Южной Корее в 1945 году была восстановлена конституционная монархия. Основан на одноимённой манхве Пака Сохи.

## Временная линия сериала
| Год  | Название года согласно традиционному исчислению                                | Событие |
| ---- | ------------------------------------------------------------------------------ | --- |
| 1945 | Первый год эры Кванхва (광화 원년)                                             | После окончания Второй мировой войны и получения Кореей независимости, корейцы просят потомков династии Ли вернуться на трон, так как они символизируют связь Кореи с прошлым. |
| 1984 | Сороковой год эры Кванхва (광화 사십년)                                        | Наследный принц Ли Су женится на танцовщице Со Хваён. |
| 1985 | Сорок первый год эры Кванхва (광화 사십일년)                                   | Принц Ли Хён женится на госпоже Мин. |
| 1987 | Сорок третий год эры Кванхва (광화 사십삼년)                                   | У принца Ли Хёна рождается дочь Хэмён. |
| 1988 | Сорок четвёртый год эры Кванхва (광화 사십사년)                                | У принца Ли Су рождается сын Ли Юль. У принца Ли Хёна рождается сын Ли Син. |
| 1991 | Сорок седьмой год эры Кванхва (광화 사십칠년))                                 | Дедушка Син Чхегён умирает. |
| 1992 | Сорок восьмой год эры Кванхва (광화 사십팔년)                                  | Принц Ли Су гибнет в автокатастрофе. Принц Ли Хён становится наследником престола.                                                                                             |
| 1993 | Сорок девятый год эры Кванхва (광화 사십구년) Первый год эры Инхва (인화 원년) | Император Сонджо, отец Ли Су и Ли Хёна, умирает. Ли Хён коронован императором Кореи. Он провозглашает эру Инхва                                                                |
| 1995 | Третий год эры Инхва (인화 삼년)                                               | Ли Син становится наследным принцем. |
| 2004 | Двенадцатый год эры Инхва (인화 십이년)                                        | Ли Син поступает в школу искусств. Ли Юль поступает в школу искусств в Великобритании.                                                                                         |
| 2006 | Четырнадцатый год эры Инхва (인화 십사년)                                      | Ли Син женится на Син Чхегён, выполняя тем самым соглашение между его дедом и дедом Син.                                                                                       |

## Главные герои

### Син Чхегён (신채경)
Син Чхегён — очень творческая девушка. Она учится в одном классе с наследным принцем Ли Сином. Её дед был лучшим другом императора Сонджо, который, в знак уважения к другу, приказал, что Чхегён должна стать наследной принцессой.
Хотя Чхегён часто кажется нервной и вспыльчивой, в глубине души она — добрая и честная. Она выходит замуж за Ли Сина, чтобы спасти свою семью от банкротства, но в неё влюбляется принц Ли Юль, которого она воспринимает как друга.

### Ли Син (이신)
Наследный принц Кореи. Самодовольный и бесчувственный юноша. После того как его девушка отвергла его предложение, он решает жениться на Син Чхегён. Сначала Син раздражает его, но постепенно он к ней привязывается и в конце концов понимает, что он её любит. В течение сериала у него улучшается характер.

### Ли Юль (이율)
Принц Кореи, двоюродный брат Ли Сина. Добрый, мягкий и романтический юноша. Влюблен в Чхегён. Под влиянием матери начинает соперничество Ли Сином за престол, который бы достался ему если бы его отец не погиб за год до смерти императора Сонджо.

### Мин Хёрин (민효린)
Хёрин — балерина. Она красива и умна. Бывшая девушка Ли Сина, отвергла его предложение руки и сердца, думая, что он шутит. Кроме того, она полагала, что это не даст ей шанса сделать карьеру балерины. Впоследствии пожалела о своём решении.